# دورا دين
دورا دين (بالإنجليزية: Dora Dean)‏ هي ترفيهية أمريكية، ولدت في 1872، وتوفيت في 13 ديسمبر 1949 في منيابولس في الولايات المتحدة.